# Manneville-la-Pipard

Manneville-la-Pipard este o comună în departamentul Calvados, Franța. În 1 ianuarie 2022 avea o populație de 262 de locuitori.